# Suwałki (district)
Suwałki (powiat suwalski, Litouws: Suvalkų apskritis) is een Pools district (powiat) in de woiwodschap Podlachië. Het district heeft een oppervlakte van 1307,31 km² en telt 35.929 inwoners (2014).